# 回:Song of the Sirens
回:Song of the Sirens là mini album thứ chín của nhóm nhạc nữ Hàn Quốc GFriend. Nó được phát hành vào ngày 13 tháng 7 năm 2020, thông qua Source Music và được phân phối bởi Kakao M. Album có 3 phiên bản khác nhau, bao gồm Apple, Tilted và Broken Room. Nó có tổng cộng 6 bài hát với "Apple" là bài hát chủ đề. Đây là phần thứ hai trong chuỗi chủ đề "回" của nhóm.

## Bối cảnh và phát hành
Vào ngày 17 tháng 6 năm 2020, có thông tin cho rằng GFriend sẽ trở lại vào đầu tháng 7 với một mini album có tựa đề 回:Song of the Sirens.  Đây là phần thứ hai trong chuỗi chủ đề "回" của nhóm. Một nguồn tin cũng cho biết, "Gần đây, GFriend đã kết thúc việc quay video âm nhạc cho bài hát chủ đề của họ. Trong suốt quá trình quay video âm nhạc, các nhân viên trên trường quay đã rất ngạc nhiên trước sự biến đổi gây sốc của GFriend." Đơn đặt hàng trước cho mini album bắt đầu vào ngày 22 tháng 6. Vào ngày 26 tháng 6, GFriend đã phát hành thời gian quay trở lại của album, bao gồm lịch trình phát hành cho danh sách bài hát, hình ảnh khái niệm, phân đoạn nổi bật, đoạn giới thiệu và video âm nhạc. Vào ngày 28 tháng 6, nhóm đã phát hành một đoạn phim giới thiệu mang tên "A Tale of the Glass Bead: Butterfly Effect" thông qua kênh YouTube chính thức của Big Hit Entertainment. Vào ngày 30 tháng 6, GFriend đã phát hành những hình ảnh khái niệm đầu tiên có tên "Broken Room". Hai phiên bản khác của hình ảnh khái niệm, được đặt tên là "Titled" và "Apple", đã được phát hành lần lượt vào ngày 2 tháng 7 và ngày 4 tháng 7. Danh sách bài hát của album được phát hành vào ngày 6 tháng 7. Phân đoạn nổi bật cho các bài hát trong album đã được phát hành hai ngày sau đó vào ngày 8 tháng 7. Vào ngày 10 tháng 7, đoạn giới thiệu đầu tiên của video âm nhạc cho đĩa đơn "Apple" của nhóm đã được đăng tải trên kênh YouTube của Big Hit Entertainment. Đoạn giới thiệu thứ hai được tải lên hai ngày sau đó. Mini album được phát hành vào ngày 13 tháng 7 cùng với video âm nhạc cho "Apple".

## Phong cách nghệ thuật
回:Song of the Sirens là phần thứ hai trong chuỗi chủ đề "回" của nhóm. Nó kể về câu chuyện của một cô gái nhận thấy quyết tâm của mình đang suy yếu trước cám dỗ. Trong khi 回:Labyrinth thể hiện những cảm xúc phức tạp của một cô gái đứng trước sự lựa chọn phải đưa ra, thì album mới này kể về câu chuyện của một cô gái đi theo cảm xúc của một người đã lựa chọn đúng, nhưng nhận thấy sự chắc chắn đó lại dao động khi nghĩ đến một con đường khác.

## Sản xuất và sáng tác
Tại buổi họp báo ra mắt album, Yuju chia sẻ rằng tất cả các thành viên đã cùng tham gia sản xuất 回:Song of the Sirens. Đối với "Apple", Yuju và Eunha đều tham gia sáng tác và viết lời cho bài hát. Yuju, Eunha và Umji tham gia viết lời cho "Tarot Cards", Umji tham gia viết lời và Yuju tham gia sáng tác cho "Eye of the Storm".
Bài hát cuối cùng của album, "Stairs in the North" được viết dựa trên câu chuyện cá nhân của SinB, mô tả sự phát triển của GFriend trong 6 năm qua là "bước từng bước một, như thể chúng ta đang leo lên từng bậc thang". Trong một cuộc phỏng vấn với tạp chí Elle, nhóm đã chia sẻ về cách mà họ đã thảo luận với các nhân viên về âm nhạc, bao gồm những suy nghĩ về quá khứ, hiện tại, tương lai của nhóm. Bài hát chủ yếu được lấy cảm hứng từ những thăng trầm trong cuộc đời của họ.

## Danh sách bài hát
| STT              | Nhan đề                                           | Sáng tác | Sản xuất                                    | Thời lượng |
| ---------------- | ------------------------------------------------- | --- | ------------------------------------------- | ---------- |
| 1.               | "Apple"                                           | FRANTS Pdogg "hitman" bang Hwang Hyun (MonoTree) Eunha Hannah Robinson Richard Phillips Alex Nese Chendy Yuju Noh Joo-hwan Kim Jin (Makeumine Works) Gu Yeo-reum (Makeumine Works) Lee Seu-ran | FRANTS Pdogg "hitman" bang                  | 3:27       |
| 2.               | "Eye of the Storm" (눈의 시간; nun-ui sigan)      | Alyssa Ayaka Ichinose Mike Macdermid Charlotte Churchman David Brant "hitman"bang Umji Lee Mi-seong (VoidheaD) Lee Seu-ran Yuju Kim Jin (Makeumine Works)                                      | Alyssa Ayaka Ichinose                       | 3:41       |
| 3.               | "Room of Mirrors" (거울의 방; geoul-ui bang)      | Noh Joo-hwan Lee Won-jong D.Ori STEVEN LEE Caroline Gustavsson Kim Kiwi | Noh Joo-hwan Lee Won-jong                   | 3:27       |
| 4.               | "Tarot Cards"                                     | Jung Ho-hyun (e.one) Kim Yeon-seo Sophia Pae Val Del Prete Son Ko-eun (MonoTree) Cho Yoon-kyung Yuju Eunha Umji                                                                                | Jung Ho-hyun (e.one)                        | 3:15       |
| 5.               | "Crème Brûlée"                                    | Lee Woo-min "collapsedone" Justin Reinstein Mayu Wakisaka Lee Seu-ran | Lee Woo-min "collapsedone" Justin Reinstein | 3:17       |
| 6.               | "Stairs in the North" (북쪽 계단; bugjjog gyedan) | "hitman" bang FRANTS | FRANTS                                      | 4:20       |
| Tổng thời lượng: | Tổng thời lượng:                                  | Tổng thời lượng: | Tổng thời lượng:                            | 21:29      |

## Bảng xếp hạng
| Bảng xếp hạng (2020)  | Vị trí cao nhất |
| --------------------- | --------------- |
| Album Hàn Quốc (Gaon) | 3               |

| Bảng xếp hạng (tháng 7 năm 2020) | Vị trí |
| -------------------------------- | ------ |
| Album Hàn Quốc (Gaon)            | 7      |

## Giải thưởng
| Tên bài hát | Tên chương trình | Kênh      | Ngày phát sóng   | Nguồn  |
| ----------- | ---------------- | --------- | ---------------- | ------ |
| "Apple"     | The Show         | SBS MTV   | 21 tháng 7, 2020 | [ 18 ] |
| "Apple"     | Show Champion    | MBC Music | 22 tháng 7, 2020 | [ 19 ] |
| "Apple"     | M Countdown      | Mnet      | 23 tháng 7, 2020 | [ 20 ] |

## Lịch sử phát hành
| Quốc gia | Ngày             | Định dạng                          | Hãng đĩa             | Nguồn  |
| -------- | ---------------- | ---------------------------------- | -------------------- | ------ |
| Toàn cầu | 13 tháng 7, 2020 | CD tải kỹ thuật số phát trực tuyến | Source Music Kakao M | [ 21 ] |